# Любимівка (платформа)
Люби́мівка — пасажирський залізничний зупинний пункт Запорізької дирекції Придніпровської залізниці на одноколійній електрифікованій лінії Вільнянськ — Імені Анатолія Алімова між станцією Вільнянськ (4 км) та зупинним пунктом Платформа 9 км (5 км). Розташований за 1,5 км від села Смородине Запорізького району Запорізької області.

## Пасажирське сполучення
На платформі Любимівка зупиняються приміські електропоїзди сполученням Запоріжжя II — Синельникове I.